# Nguyễn Đình Tựu
Nguyễn Đình Tựu (1828-1888) là quan nhà Nguyễn trong lịch sử Việt Nam.
Nguyễn Đình Tựu có tên tự là Doãn Ngũ, Vọng Chi, quê ở làng Hội An, cư ngụ tại làng Phú Thị, huyện Tiên Phước, phủ Tam Kỳ, tỉnh Quảng Nam (nay là xã Tiên Châu, huyện Tiên Phước, tỉnh Quảng Nam).

## Cuộc đời
Nguyễn Đình Tựu là văn thần đời Hàm Nghi triều Nhà Nguyễn.
Ông xuất thân từ một gia đình vọng tộc, đỗ cử nhân khoa Tân Dậu-Tự Đức (1861); đỗ Phó bảng khoa Mậu Thìn (1868). Làm Quan đến Tán thiện Phán độc ti.
Ông được vua Tự Đức bổ giữ các chức vụ: Tu soạn tại Bộ Hộ, Đốc học Quảng Nam, Tế tửu Quốc tử giám (như Giám đốc Trường Đại học Quốc gia ngày nay), Thị giảng học sĩ. Ông còn được vua Tự Đức giao dạy học cho các hoàng tử Ưng Chân, Ưng Đăng.
Năm 1886, triều Đồng Khánh bổ nhiệm ông giữ chức Sơn phòng sứ Quảng Nam thay Tiến sĩ Trần Văn Dư. Cùng lúc ấy ông được nghĩa quân mời làm "Hội chủ", nhưng vì tuổi già ông cáo từ. Khi Phong trào Nghĩa hội có người nghi ông không hợp tác, muốn ám hại ông. Nguyễn Duy Hiệu bảo: "Bọn ta cử sự, biết chắc thế nào cũng bại, chỉ vì danh nghĩa mà thôi. Nay mang tiếng giết thầy, biết lấy gì tỏ với thiên hạ hậu thế?". Vì thế ông thoát nạn.
Năm Mậu tý (1888), ông được bổ "Đốc học Quảng Nam", nhưng cuối năm ấy ông mất. Thọ 60 tuổi.
Ông là người mô phạm khuôn mẫu, uyên bác nổi tiếng, đào tạo được nhiều nhà khoa bảng yêu nước đương thời. Nguyễn Đình Tựu là một nhà giáo nổi tiếng đương thời được Cao Xuân Dục viết:
Phiên âm:
Tiên sinh văn học bác nhã, hạnh kiểm thuần chính, chung thủy giáo chức, nhân hàm dĩ mô phạm suy.
Tạm dịch:
Tiên sinh văn học bác nhã, hạnh kiểm chân chính, trước sau ở nghề giáo, được mọi người tôn xưng là bậc mô phạm.